# La Quina H18
La Quina 18 è il fossile di uno scheletro di un ominide della specie Homo neanderthalensis scoperto a La Quina in Francia nel 1915 da Henry Martin.

## Descrizione
Il fossile, dalla capacità di circa 1200 cc, è stato attribuito ad un bambino di Neanderthal di circa 6-8 anni.